# 동일본 여객철도 E331계 전동차
JR 동일본 E331계 전동차(일본어: JR東日本E331系電車)는 동일본 여객철도(JR 동일본)의 직류 일반형 전동차이다.

## 개요
게이요 선 201계 전동차의 치환을 목적(주오 쾌속선에서 전속된 차량은 제외)으로 2006년 3월 양산 선행차량이 제조되었다. 일본국철 및 JR 최초의 영업운전용 연접차(聯接車)다.
제 1편성은 2006년 3월 , 2회로 나누어 7량씩 차량 제조사(토큐샤료·가와사키 중공업)로부터 갑종수송되었다.

## 주된 성능

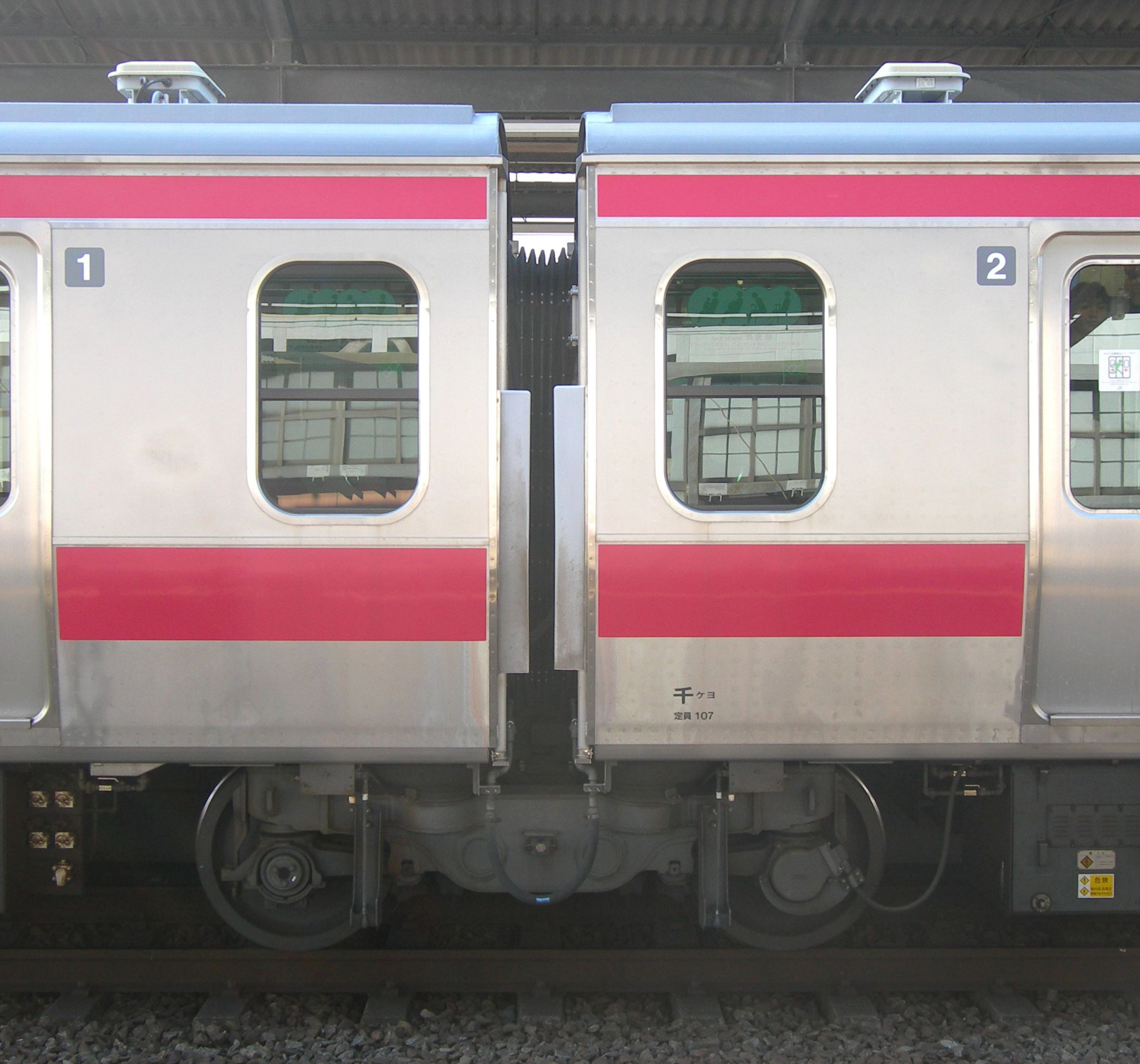
E331계의 연접대차

### 기기 구성
E993계를 통해 얻은 연구결과를 토대로 개발된 차량으로, 연접대차를 가진 14m급의 짧은 차체가 큰 특징이다. 또, 이것도 'AC 트레인'에서 시험된 차축직접구동식 전동기(DDM)를 채용하고 있다.
운전대의 속도계와 압력계는 2004년 이후에 제조된 E231계 근교형이나 죠반선용 E531계와 같은 액정 모니터(LCD)가 되었다. 액정 모니터의 크기는 E231계 근교형에서는 10인치였지만, E331계에서는 12.4 인치로 변경되어 2.4 인치 커졌다.
정보관리시스템은, E231계가 탑재한 TIMS의 발전형인 AIMS를 탑재하고 있다.

## 차체
경량 스테인리스제로, 전면형상은 야마노테선용 E231계 500번대와 유사하지만, 차단부의 오버행이 없고 대차중심간 거리가 짧은 연접식 차량이기 때문에 차체폭은 종래의 차량보다 39mm 넓은 2,989mm가 되었다. 선두차(제어차) 쿠하 E331·E330형 및 편성 분할부의 부수차 사하 E331형 1000번대·E330형은 16m이며, 그 외에는 모두 13m이다.
E993계(AC 트레인, 현재는 폐차)과 같이 승객용 출입문의 수는 1량당 3개다. 덧붙여 이 E993계에서 사용된 외측 플러그 도어는 E331계에서는 채용되지 않고, 두껍닫이에 문을 수납하는 종래와 같은 타입이 되었다.
창문은 E231계와 같은 1단 하강식이 아니라 209계 0·500·1000·3100번대와 같은 상단이 차내 측으로 열리는 2단 창문을 이용하고 있다.
1편성 14량으로 구성되며 7량 연접편성을 2개조 병결하는 것으로, 편성장은 기존 차량(20m)으로 환산하면 10량 편성과 같다. 때문에 검사시에는 연접편성을 분할하여 실시하는 경우가 있다.

## 차내
시인성을 향상시키 위해, 각 문의 단부에 E531계에서 채용한 노란 테이프를 붙였으며, 통로 바닥의 색을 황색으로 하는 것과 동시에 도어 차임과 도어 램프를 탑재했다. 또 자동방송장치를 탑재하는 것과 동시에, 각 도어의 상부에는 E231계 500번대나 E233계와 동일한 액정 모니터를 2기 탑재하여, 우측은 행선지·다음 역·환승 안내·운행 정보를, 좌측은 트레인 채널로서 뉴스·일기예보·CM 등을 각각 표시하고 있다.
의자의 외피는 E993계나 E233계에서는 검은색이었지만, E331계에서는 흰색을 채용했다. 또, 휠체어 전용 스페이스 이외에 부드러운 승강을 도모하기 위해 전용 격납식 전동 슬로프를 설치했다.
선두차 중앙의 좌석은 롱 시트와 세미 크로스 시트의 양쪽 모두에 대응하며, 좌석 중앙부를 회전시키면 롱 시트로에서 크로스 시트로 변경하는 것이 가능하다. 덧붙여 좌석 모켓의 모양은 E231계 500번대와 동일하다.

## 편성
- 모하 E331형: 전동차 (측면 행선지 표시기 없음)

- 쿠하 E331형: 제어차(가변 좌석 탑재)

- 쿠하 E330형: 앞에서 서술

- 사하 E331형: 부수차

- 사하 E331형 500번대: 보조전원 탑재 부수차(팬터그래프를 탑재)

- 사하 E331형 1000번대: 부수차(한쪽만 연접대차)

- 사하 E330형: 앞에서 서술

## 운용
2007년 3월 18일에 있었던 운전시각표 개정과 함께 게이요 선에서 영업운전을 시작했다. 현재는 토요일·휴일에 한정한 95 운용뿐이지만, 추후 평일까지의 운용 확대도 예정되어 있다. 덧붙여 평일에는 선두 차량의 크로스 시트 부분을 롱 시트로 전환하여 운용된다. 이 계열 차량의 정차위치를 명확히 하기 위해 각 역의 홈에는 일반적인 201계나 205계와는 다른 전용 승차구 마크가 설치되어 있으며, 운용시에는 행선기에 '14량(3도어)'라고 표기(일부 역에서는 시각표에도 표기)된다.
개시 당초에는 동년 4월 30일까지 개최된 '치바 데스티네이션 캠페인'의 AD 트레인(광고 차량)으로서 운용되었다. 그러나 같은 달 운용이 중지되어 마쿠하리 차량 센터등에서 유치되고 있었지만, 10월에 가와사키중공제 7량이 효고로 돌아와 부품 일부에 개량을 실시하여 같은 달 26일 ~ 27일 효고에서 게이요 차량센터까지 갑종수송되었다.
시운전은 게이요 선 이외에 우치보 선이나 소토보 선 등에서도 행해지며 가끔 대차교환 등의 이유로 오미야 종합 차량센터에 입고하기도 한다.

## 향후
2007년부터 2010년까지 3년간 게이요 선에서 영업운전 겸 시험주행을 실시, DDM이나 연접대차화에 의한 메리트(검사·비용 측면)를 조사하여 양산 여부를 판단할 예정이다. 따라서 향후의 증비계획에 대한 발표는 없다. 2011년에 운행을 중지했으며 2014년 3월 26일에 나가노 종합센터로 폐차 회송 되었다.

## 같이 보기
- 동일본 여객철도 E231계 전동차
- 동일본 여객철도 E233계 전동차